# ブレントフォードの戦い (1016年)
ブレントフォードの戦い（ブレントフォードのたたかい、英: Battle of Brentford）とは、1016年にロンドン近郊の街ブレントフォードで発生した戦闘である。この戦闘では、イングランド侵攻を進めていたクヌート大王率いるデンマーク王国とそれに対峙するエドマンド剛勇王率いるイングランド王国が衝突し、結果はイングランド王国の勝利で終結した。しかしイングランド軍は多大な損失を被った。
クヌート大王のイングランド侵攻はこの戦いの後も継続され、同年中に発生したアッサンダンの戦いでエドマンド王が敗北したのちに、両者の間で平和条約が締結された。この条約に基づき、クヌート大王はマーシアを獲得し、自軍への軍資金の徴収に充てることができたという。一方エドマンド剛勇王はウェセックスの領有が認められた。しかし同年11月30日、剛勇王が崩御したことをうけてクヌート大王は全イングランドを支配下に置いた。

## 背景

### イングランドの状況
900年から980年頃、イングランドにおけるヴァイキングの襲撃は一時的に小康状態にあった。しかし彼らの襲撃はその後再び活発化し始めた。994年、デンマーク王スヴェン双叉髭王率いるデーン人ヴァイキングがイングランドを襲撃した。そして1003年には、1002年に起きたイングランド王エゼルレッド2世によるデーン人虐殺事件の報復として再びイングランドに上陸し、イングランドに対して攻勢を強めた。そしてスヴェン双叉髭王はエゼルレッド2世をノルマンディーに追いやり、イングランド王の座に就いた。この時、スヴェン王は次男クヌートを遠征に随行させており、1014年にスヴェン王が亡くなった際にはクヌートはイングランド王として遠征軍により認められた。一方本国デンマークでは、スヴェン王の嫡男ハーラル2世がデンマーク王位に就任した。しかしその頃、かつてのイングランド王エゼルレッド2世はアングロサクソン人らの支援により、亡命地ノルマンディーから舞い戻り、迎撃体制が整えられていなかったデーン人の隙をついて彼らの拠点であるゲインズバラに攻撃を仕掛け、デーン人をゲインズバラから追い出した。
アングロサクソン年代記によると、アングロサクソン人のマーシア領主エアドリク・ストリオナはイングランド軍のヴァイキングに対する軍事的抵抗を妨げるような活動を行っていたとされる。エアドリクは1015年にデーンロウにおける五市地方（en:Five Boroughs of the Danelaw）の有力者であったSigeferth・Morcarを暗殺したが、その理由は明らかになっていない。そしてこの事件を受けて、エゼルレッド王の長男であるエドマンドはエアドリク伯の勢力拡大に強く反発するようになったという。1015年、エドマンドはエゼルレッド王の意思に反してSigeferthの未亡人と結婚し、イングランド中東部に広がるSigeferth・Morcar両名の遺領を獲得したという。

### クヌートによる侵攻
1015年9月、クヌートはイングランド南部のサンドウィッチに上陸し、ドーセット・ウィルトシャー・サマセットといった諸地域を略奪した。この時、エゼルレッド王は体調を崩しており、またエドマンド王子は有力諸侯エアドリクと対立していたことから、クヌート軍は大した抵抗を受けることはなかった。そして同年クリスマスまでに、ウェセックスの人々はクヌートを王として認め、また彼に対して人質を送るなどしたという。1015年後半ごろには、エドマンド王子は軍勢を集めてクヌート軍との対決姿勢を示したが、エアドリク伯がクヌート軍に内通を試みたことで撤退を強いられた。アングロサクソン年代記によれば、エアドリク伯は40隻の軍船を率いてクヌート軍の陣営に鞍替えしたという。その後、エドマンド王子は1016年に再び軍勢を徴兵したが、エゼルレッド王はその軍団を率いて出征することなく、そのまま解散したといい、同年に再び徴兵された軍勢は大した軍功をあげることがなかったという。そののち、エドマンド王子は自身の義兄弟であるノーサンブリア伯ウートレッドの軍勢と合流し、12世紀のアングロ・ノルマン人の歴史家マームズベリのウィリアムによれば、クヌート軍に与した街を攻撃したという。しかしその後、クヌート軍は北進しウートレッドの所領であるバンブルフ周辺地域における襲撃作戦を行ったため、ウートレッドは急遽エドマンド王子のもとから離れ、所領に帰還せざるを得なかったという。そしてウートレッドはクヌートの服従することとなったが、その後すぐに殺害されたという。同年4月23日、エゼルレッド王が崩御した。エドマンド王子はロンドンに帰還し、ロンドン市民や評議会はエドマンドを新たなイングランド王として承認した。しかしサウサンプトンに滞在している大部分の貴族はクヌートへの支援を宣言しクヌート側への肩入れを明言していた。エドマンド王は即位後、彼に忠誠を誓っていたウェセックス地域へと向かい、デーン人部隊やクヌート軍傘下のイングランド人部隊とたびたび交戦したが、これらの戦闘が決定的な結果をもたらすことはなかった。複数の戦闘を繰り広げたエドマンド王は、その後踵を返しロンドンに向かい、ロンドンを包囲していた別のデーン人部隊を駆逐するという活躍を見せた。

## 戦闘
ロンドンを解放したエドマンドはデーン軍を追撃し、その2日後にブレントフォードで両軍は戦闘を繰り広げた。戦いはエドマンドの勝利で決着がついたが、イングランド軍の損失は甚大であったとされ、エドマンドは戦後ウェセックスに帰還し新たな軍勢を徴兵する必要に迫られたという。「アングロサクソン年代記」によれば、イングランド軍の損失はテムズ川で多くの兵士がおぼれたことが原因であるとしているが、アングロサクソン・イングランド史を専門とする19－20世紀の歴史家フランク・ステントンやラッセル・プールは、戦闘中に多くの兵士が戦死したことが損失の原因であると主張している。
また、アングロサクソン年代記によれば両軍はブレトンフォード付近の渡り場の南岸で交戦したとされているが、Knútsdrápaといったその他の文献によれば、両軍は川の南岸・北岸両方で交戦したとされる。

## その後
エドマンド王は損失を補うべく、再びウェセックス地域へ急行し、一方のクヌート軍はロンドン包囲を再び開始したが、この包囲も再び失敗したという。アングロサクソン年代記によれば、エドマンド王はイングランド全土から軍勢を招集したという。新たな軍勢を率いるエドマンド王はクヌート軍をケントまで追撃した。そしてこの時、先にクヌート陣営に鞍替えしていたエアドリク伯はケントに撤退してきたクヌート軍を見限ったという。クヌート軍はテムズ川を渡河しエセックスに向かい、マーシア地域を略奪して回った。クヌート軍よりも優勢であったエドマンド軍は1016年9月18日にクヌート軍とアッサンダンで決戦を行った。しかしエドマンド軍は敗れ、クヌート軍が勝利を収めた。戦後、クヌートとエドマンド王はグロスターシャーで講和条約を締結し、クヌートがテムズ川以北地域とロンドンを、エドマンド王がウェセックス地域を領有することが取り決められた。クヌート王は獲得した地域やロンドンからの収入を基にして、自軍への報奨金を賄ったという。1016年11月30日、エドマンド王が崩御したことを受けて、クヌート王はイングランド全土を手中に納めた。
1017年、クヌート王はエゼルレッド王の未亡人でノルマンディー貴族エマと結婚した。1035年にクヌート王が崩御したのち、エマは自身の息子であるハーデクヌーズをイングランド王に即位させようと試みた。結局彼は異母兄弟のハロルドと共同統治という形でイングランド王に即位したが、1037年にエマ王妃とハーデクヌーズはイングランドから落ち延び、エマの故郷ノルマンディー公国に亡命することとなる。
1016年の戦闘を含む、ブレントフォードで起きた歴史的出来事を記念する記念碑がブレントフォード州裁判所の前に建てられている。

## 文献
- “Edmund II” (英語). www.britannica.com.   Britannica. 2022年9月19日閲覧。
- “Emma of Normandy” (英語). www.bl.uk.   British Library Board. 2022年9月24日閲覧。
- Cavendish, Richard (February 2014). “Death of Svein Forkbeard”. History Today 64 (2).
- Clegg, Gillian (15 February 2011) (英語). Brentford Through Time. Amberley Publishing Limited. ISBN 978-1-4456-2708-3
- Keynes, Simon (2007). "Eadric [Edric] Streona". Oxford Dictionary of National Biography (英語) (online ed.). Oxford University Press. doi:10.1093/ref:odnb/8511。 (要購読、またはイギリス公立図書館への会員加入。)
- Lawson, M. K. (2004). "Edmund II [known as Edmund Ironside]". Oxford Dictionary of National Biography (英語) (online ed.). Oxford University Press. doi:10.1093/ref:odnb/8502。 (要購読、またはイギリス公立図書館への会員加入。)
- Lawson, M. K. (2013). "Cnut [Canute]". Oxford Dictionary of National Biography (英語) (online ed.). Oxford University Press. doi:10.1093/ref:odnb/4579。 (要購読、またはイギリス公立図書館への会員加入。)
- McDermott, David (March 2016). “The Brief but Brilliant Reign of Edmund Ironside”. History Today 66 (3):  41–45.
- McDermott, David (16 March 2020). “Wessex and the Reign of Edmund II Ironside” (英語). The land of the English King. Brill. ISBN 978-90-04-42189-9
- North, Richard; Goeres, Erin; Finlay, Alison (21 June 2022) (英語). Anglo-Danish Empire: A Companion to the Reign of King Cnut the Great. Walter de Gruyter GmbH & Co KG. ISBN 978-1-5015-1333-6